# Sân bay Bugulma
Sân bay Bugulma (tiếng Nga: Аэропорт Бугульма) (IATA: UUA, ICAO: UWKB) là một sân bay ở Nga. Sân bay này nằm cách thành phố Bulguma 12 km về phía bắc. Đường băng dài 2.750 m đã được xây dựng trong giai đoạn 2000-2001.

## Các hãng hàng không và các điểm đến
- Bugulma Air Enterprise (Kazan, Moskva-Domodedovo, Yekaterinburg, Nizhnevartovsk, Penza, Sochi)[1][2]
- UTair (Surgut)[2]